# Barhi
Barhi é uma cidade e uma nagar panchayat no distrito de Katni, no estado indiano de Madhya Pradesh.

## Geografia
Barhi está localizada a 23° 54′ N, 80° 48′ L. Tem uma altitude média de 361 metros (1184 pés).

## Demografia
Segundo o censo de 2001, Barhi tinha uma população de 10 923 habitantes. Os indivíduos do sexo masculino constituem 53% da população e os do sexo feminino 47%. Barhi tem uma taxa de literacia de 58%, inferior à média nacional de 59,5%; com 62% para o sexo masculino e 38% para o sexo feminino. 17% da população está abaixo dos 6 anos de idade.